# Босоногая графиня (шоу)
Barefoot Contessa — американское кулинарное шоу, выходит на телеканале Food Network. В эфире с 30 ноября 2002 года. Автор и ведущая — Айна Гартен. Представлены рецепты французской, американской, азиатской, британской и итальянской кухни.
Шоу названо в честь магазина, купленного Гартен в 1978 году, а также кулинарной книги The Barefoot Contessa Cookbook (1999). Магазин назван в честь одноимённого фильма.

## Описание
В каждом выпуске Айна готовит несколько блюд, обычно для своих близких друзей, коллег или мужа, Джеффри. Её рецепты часто включают свежие травы, которые она собирает на своём огороде.
Шоу преимущественно снимается в доме Гартен в Ист-Хамптоне (Нью-Йорк).